# Sint-Laurentiuskerk (Vierlingsbeek)

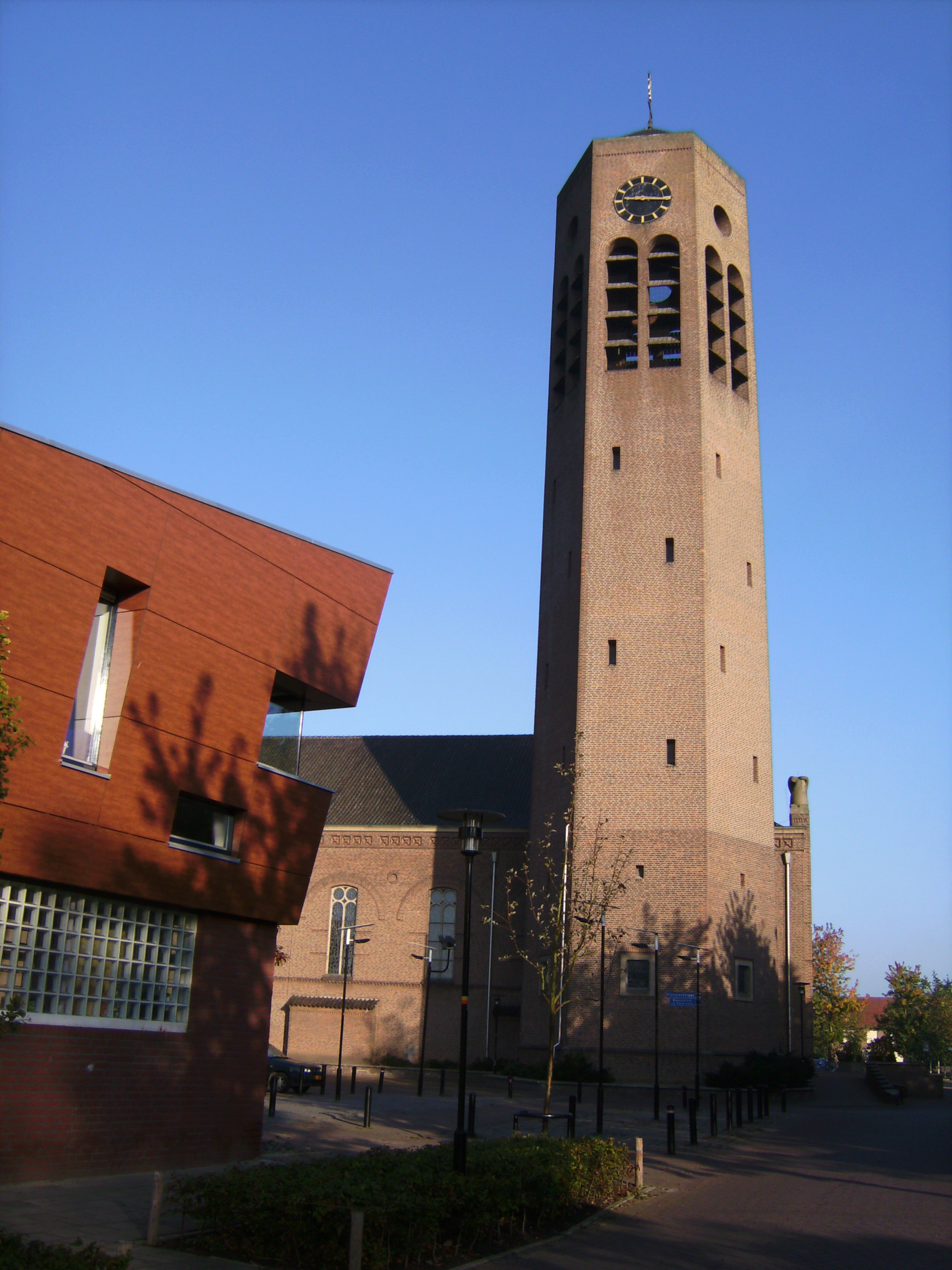
Sint-Laurentiuskerk

De Sint-Laurentiuskerk is de voormalige parochiekerk van de tot de Noord-Brabantse gemeente Land van Cuijk behorende plaats Vierlingsbeek, gelegen aan de Pastoor Jansenstraat 2.

## Geschiedenis
Al in de 13e eeuw was er een schriftelijke vermelding van een kerk in Vierlingsbeek. Mogelijk was er al eind 7e eeuw een houten kerkje dat later door een romaans bouwwerk werd vervangen. De kerk was moederkerk van de kapellen in Groeningen, Overloon en Holthees. Midden 15e eeuw werd een grotere, gotische, kerk gebouwd met een 60 meter hoge toren. In 1611 kwam de eerste protestant, Hermanus Beventrupfel naar Vierlingsbeek en deze bleef tot 1620 actief in de kapel van Groeningen. De Laurentiuskerk kwam in 1648 in handen van de protestanten, die er een predikant installeerden. De katholieken waren nu aangewezen op een grenskerk die te Smakt werd opgericht.
Van 1672-1674, onder Frans bestuur, kregen de katholieken tijdelijk hun kerk terug maar daarna duurde het tot 1800 voor ze hun kerk definitief in handen kregen. Deze werd uiteindelijk, in 1944, door oorlogsgeweld tijdens de Slag om Overloon, verwoest. Tot 1952 moesten ze hun toevlucht nemen tot een noodkerk waarna een nieuwe kerk in gebruik werd genomen, naar ontwerp van Jan Strik.
In 2016 werd de kerk aan de eredienst onttrokken en in 2020 werd hij aangekocht door de bewoners via de Stichting Laurentiuskerk en werd omgebouwd tot een sociaal-cultureel centrum.

## Gebouw
Het betreft een bakstenen bouwwerk in de stijl van de Bossche School. Kenmerkend is de losstaande zeshoekige bakstenen klokkentoren. Tegen de gevel staan enkele 17e-eeuwse grafkruisen.

## Trivia
Het verhaal gaat dat de kerk naar het westen werd georiënteerd om te voorkomen dat de kerkgangers, tijdens de preek, snel even het naastgelegen café konden binnenwippen zoals dat bij de vroegere, naar het oosten georiënteerde, kerk wel eens gebeurde.